# Ninon Haït-Weyl
Pour les articles homonymes, voir Weyl.
Ninon Haït née Weyl, née le 2 avril 1911 à Mulhouse et morte le 15 octobre 2007 à Fontainebleau, est une résistante juive française (son nom de résistante est Nicole Harcourt,), qui dirige avec Marc Haguenau la Sixième, mouvement de résistance juif en zone libre,,,,,.

## Éléments biographiques
Ninon Weyl est née le 2 avril 1911 à Mulhouse.
Elle est une ancienne cheftaine des Petites Ailes chez les E.I.F à Mulhouse, dans le Haut-Rhin, en Alsace.
Avec Elisabeth Hirsch et Ruth Lambert, Ninon Haït-Weyl, arrive à faire sortir des camps de détention en France des centaines d'enfants et d'adolescents.
Elle meurt le 15 octobre 2007 à Fontainebleau.